# Dawit Margoschwili
Dawit Margoschwili (georgisch დავით მარგოშვილი; * 11. August 1980) ist ein georgischer Judoka.
Margoschwili gewann in seiner Karriere bislang zwei A-Turniere: 2000 und 2003 in Tiflis (Tbilissi) und 2003 das Super-A-Turnier in Hamburg. Bei den Olympischen Sommerspielen 2004 in Athen erreichte er den fünften Platz.